# Placówka Straży Granicznej I linii „Glinica”

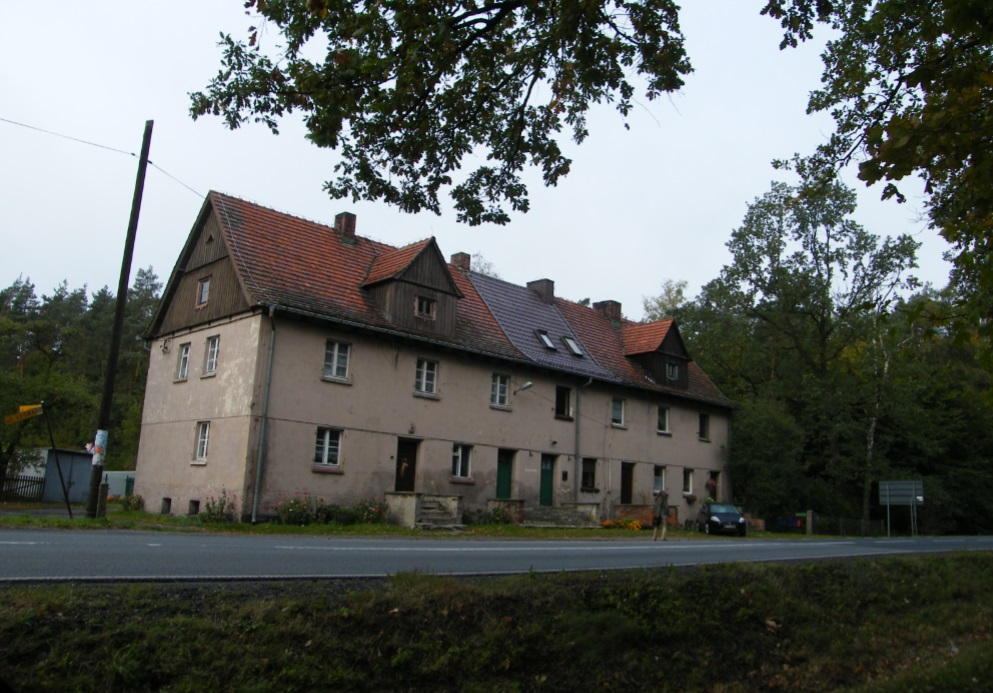
Budynek placówki SG Glinica

Placówka Straży Granicznej I linii „Glinica” – jednostka organizacyjna Straży Granicznej pełniąca służbę ochronną na granicy polsko-niemieckiej w okresie międzywojennym.

## Geneza
Na wniosek Ministerstwa Skarbu, uchwałą z 10 marca 1920 roku, powołano do życia Straż Celną. Od połowy 1921 roku jednostki Straży Celnej rozpoczęły przejmowanie odcinków granicy od pododdziałów Batalionów Celnych. Proces tworzenia Straży Celnej trwał do końca 1922 roku. Placówka Straży Celnej „Glinica” weszła w podporządkowanie komisariatu Straży Celnej „Lubliniec” z Inspektoratu SC „Tarnowskie Góry”.

## Formowanie i zmiany organizacyjne
Rozporządzeniem Prezydenta Rzeczypospolitej Polskiej Ignacego Mościckiego z 22 marca 1928 roku, do ochrony północnej, zachodniej i południowej granicy państwa, a w szczególności do ich ochrony celnej, powoływano z dniem 2 kwietnia 1928 roku  Straż Graniczną.
Rozkazem nr 4 z 30 kwietnia 1928 roku w sprawie organizacji Śląskiego Inspektoratu Okręgowego dowódca Straży Granicznej gen. bryg. Stefan Pasławski określił strukturę organizacyjną komisariatu SG „Lubecko”. Placówka Straży Granicznej I linii „Glinica” znalazła się w jego strukturze.

## Służba graniczna
Na terenie placówki działało  przejście graniczne Glinica – Teichwalde przy kamieniu granicznym nr 055, przejście gospodarcze Pietruchowie – Teichwalde, pomiędzy kamieniem granicznym nr 62 – 63, przejście gospodarcze Pietruchowie – Grenzingen (Dzielna), przy kamieniu granicznym nr 65.
Sąsiednie placówki
- placówka Straży Granicznej I linii „Pawełki” ⇔ placówka Straży Granicznej I linii „Pawonków” − 1928

## Kierownicy/dowódcy placówki
| stopień    | imię i nazwisko  | okres pełnienia służby    | kolejne stanowisko |
| ---------- | ---------------- | ------------------------- | ------------------ |
| przodownik | Tomasz Wieczorek | był X 1932 - był VII 1935 |                    |